# Godzikowice
Godzikowice (deutsch Rosenhain, 1945–1947 Różnań) ist ein Dorf in Niederschlesien. Der Ort liegt in der Gmina Oława im Powiat Oławski in der polnischen Woiwodschaft Niederschlesien.

## Geographie

### Geographische Lage
Das Angerdorf Godzikowice liegt vier Kilometer südlich des Gemeindesitzes und der Kreisstadt Oława (Ohlau) und rund 32 Kilometer südöstlich der Woiwodschaftshauptstadt Breslau. Der Ort liegt in der Nizina Śląska (Schlesische Tiefebene) innerhalb der Równina Grodkowska (Grottkauer Ebene).
Durch den Ort führen die Landesstraße Droga krajowa 94 sowie die Woiwodschaftsstraße Droga wojewódzka 346.

### Nachbarorte
Nachbarorte von Godzikowice sind im Westen Jaczkowice (Jätzdorf), im Norden der Gemeindesitz Oława (Ohlau) und im Nordosten Ścinawa (Deutsche Steine).

## Geschichte

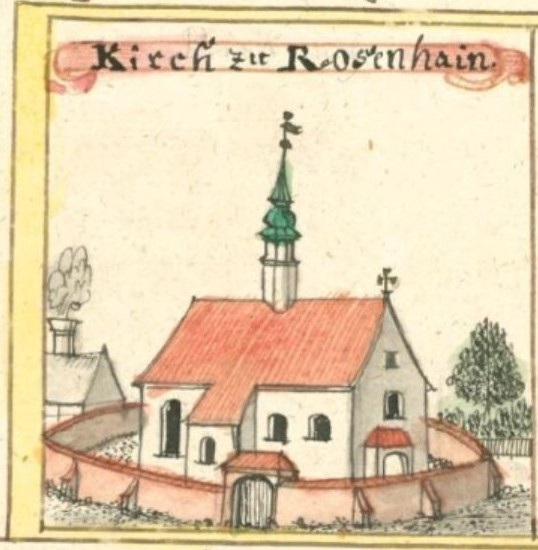
Dorfkirche – Zeichnung aus der Mitte des 18. Jahrhunderts

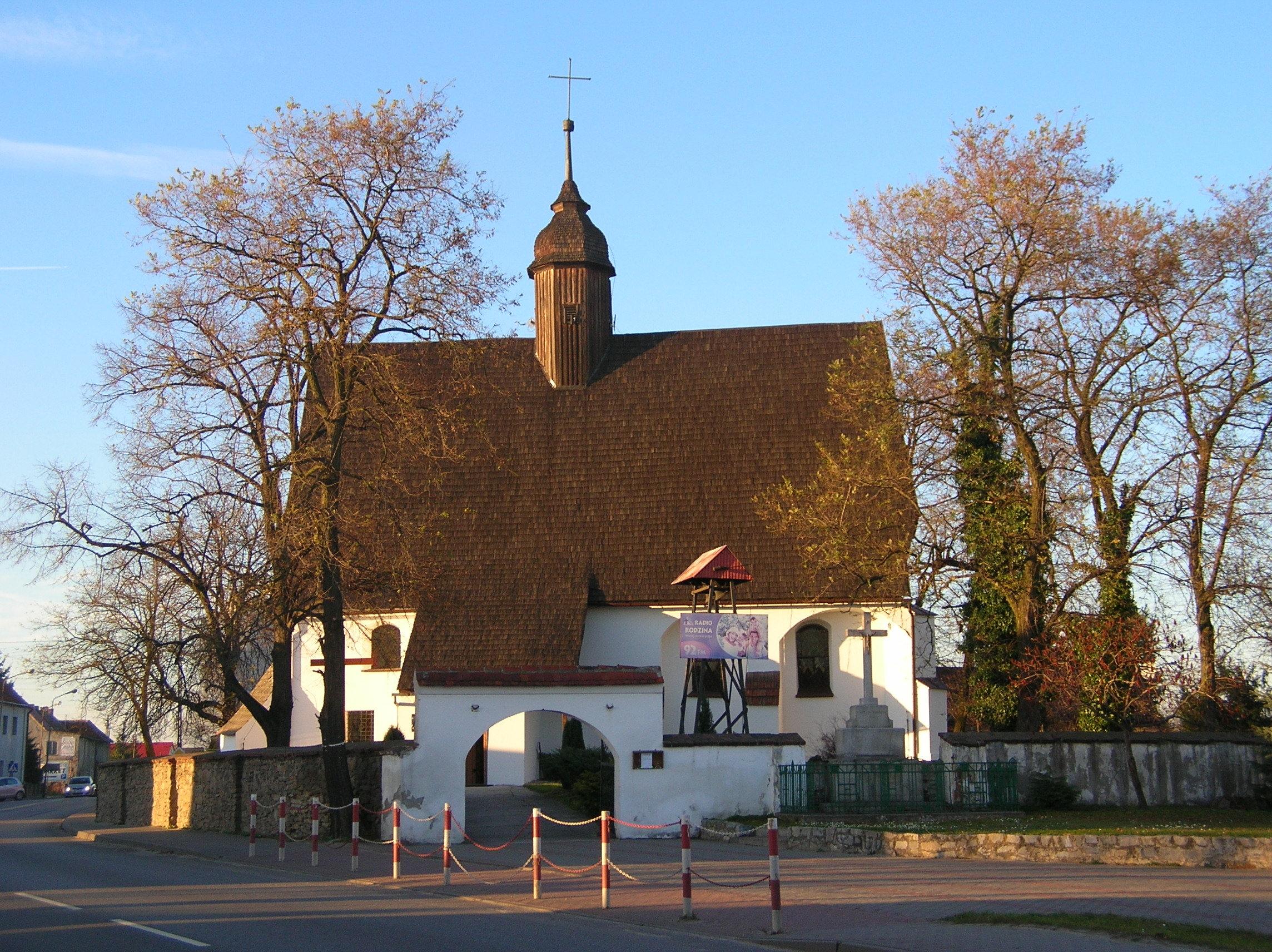
Kreuzauffindungskirche

Das Dorf wurde 1288 erstmals als Rosinhaim erwähnt. 1335 erfolgte eine Erwähnung als Rosynhar.
Nach dem Ersten Schlesischen Krieg 1742 fiel Rosenhain zusammen mit dem größten Teil Schlesiens an Preußen.
Nach der Neugliederung Preußens gehörte die Landgemeinde Rosenhain ab 1815 zur Provinz Schlesien und war ab 1816 dem Landkreis Ohlau eingegliedert. 1874 wurde der Amtsbezirk Jätzdorf gegründet, welcher die Landgemeinden Giesdorf, Jätzdorf, Rosenhain und Tscharnitz und dem Gutsbezirk Jätzdorf umfasste. 1885 zählte der Ort 704 Einwohner.
1933 zählte Rosenhain 716, 1939 wiederum 722 Einwohner. Bis 1945 befand sich der Ort im Landkreis Ohlau.
Als Folge des Zweiten Weltkriegs fiel Rosenhain wie fast ganz Schlesien 1945 an Polen, wurde zunächst in Różnań umbenannt und der Woiwodschaft Breslau angegliedert. Die deutsche Bevölkerung wurde, soweit sie nicht vorher geflohen war, weitgehend vertrieben. Die neu angesiedelten Bewohner waren zum Teil Heimatvertriebene aus Ostpolen. 1947 erfolgte die Umbenennung des Ortes in Godzikowice. 1999 kam der Ort zum Powiat Oławski in der Woiwodschaft Niederschlesien.

## Sehenswürdigkeiten
- Die römisch-katholische Kreuzauffindungskirche (poln. Kościół Znalezienia Krzyża Świętego) wurde in der zweiten Hälfte des 16. Jahrhunderts errichtet. Im 18. Jahrhundert erfolgte ein Umbau im barocken Stil.[6]
- Denkmal für die Gefallenen des Ersten Weltkriegs
- Denkmal für die Gefallenen des Zweiten Weltkriegs

## Vereine
- Fußballverein Polonia Godzikowice
- Freiwillige Feuerwehr OSP Godzikowice